# Tony Meehan
Pour les articles homonymes, voir Meehan.
Tony Meehan, né le 2 mars 1943 à Hampstead et mort accidentellement le 28 novembre 2005 à Paddington, est un musicien britannique, qui est le 1er batteur du groupe The Shadows.
Il quitte le groupe fin 1961 pour une place de directeur artistique chez Decca. Il est remplacé par Brian Bennett.

## Biographie
Meehan quitte les Shadows en octobre 1961 pour travailler comme arrangeur / producteur et batteur de session d'enregistrements pour Joe Meek (John Leyton, Michael Cox: «Young Only Once», Andy Cavell). Au début de 1962 il rejoint Decca Records. Il fera de nouveau équipe avec Jet Harris (qui avait également quitté les Shadows et avait rejoint Decca). En tant que duo le succès est là avec l'instrumental "Diamonds" qui comprend également Jimmy Page à la guitare acoustique. "Diamonds" est numéro un au Royaume-Uni. Harris et Meehan font deux singles supplémentaires ensemble : "Scarlett O'Hara" et "Applejack".
Le 1er janvier 1962, les Beatles sont auditionnés chez Decca par Meehan, exécutant une sélection de reprises qu'ils avaient joués dans différents clubs au cours des années passées, entrecoupées de trois originaux de Lennon/McCartney. Les Beatles découvriront plus tard que leur manager Brian Epstein avait payé Meehan pour produire les enregistrements faits ce jour-là afin que les Beatles conservent la propriété des bandes magnétiques. Decca rejette les Beatles en choisissant les Tremeloes, qui avaient été auditionnés le même jour. Après des discussions avec Epstein, Decca fit en sorte que Tony Meehan produise les Beatles chez Decca à condition que le manager des Beatles accepte de couvrir les frais d'environ 100 £. Le 7 février 1962, Brian Epstein rencontre Meehan. Celui-ci exprime des commentaires condescendants sur l'audition des Beatles avec la réunion qui ne s'était pas très bien passée et pas impressionné par Meehan. Brian Epstein rejette donc l'offre de Decca.
Meehan rejouera brièvement avec les Shadows quelques années plus tard quand Brian Bennett indisponible sera hospitalisé. À un moment donné, John Rostill étant à l'hôpital en même temps, les Shadows jouèrent en live avec Brian Locking à la basse et Meehan à la batterie.
Meehan quitte l'industrie de la musique dans les années 1990 pour un changement de carrière majeur en tant que psychologue, à la suite d'un passe-temps / intérêt pour la vie. Il travaille à Londres dans un collège comme docteur en psychologie jusqu'à sa mort. Il était un paroissien régulier de son église catholique romaine à Maida Vale.